# Umpolungsverfahren
Beim Umpolungsverfahren handelt es sich um eine Methode aus der elektrische Messtechnik zur Störunterdrückung bei komplexen Impedanzmessungen mit fester Messfrequenz.
Bei diesem Verfahren werden zur Bestimmung der Impedanz eines Prüflings bei Messfrequenz drei Messungen vorgenommen:
1. ohne Quelle
2. mit Quelle bei Messfrequenz
3. mit Quelle bei Messfrequenz, 180° Phasenverschoben

Abbildung 1: Zeigerdiagramm beim Umpolungsverfahren

Abbildung 1 zeigt das komplexe Zeigerdiagramm einer Spannungsmessung bei eingespeistem Strom an einem Prüfling mit dem Umpolungsverfahren. Hierbei ist:
- {\displaystyle U_{S}} eine durch Störer verursachte Spannung gemessen bei abgeschalteter Quelle,
- {\displaystyle U_{1}} die bei 0° phasenverschobener Quelle gemessene Spannung,
- {\displaystyle U_{2}} die bei 180° phasenverschobener Quelle gemessene Spannung.

Die zur Impedanzbestimmung gesuchte Spannung {\displaystyle U_{M}} errechnet sich aus den Beträgen der gemessenen Spannungen nach folgender Formel:
{\displaystyle U_{M}={\sqrt {{\frac {U_{1}^{2}+U_{2}^{2}}{2}}-U_{S}^{2}}}}
Anschließend lässt sich die Impedanz {\displaystyle {\underline {Z}}} mit folgender Formel berechnen:
{\displaystyle {\underline {Z}}={\frac {{\underline {U}}_{M}}{\underline {I}}}}
Wichtig bei der Anwendung des Umpolungsverfahrens ist die Erfüllung folgender Kriterien:
- Die Störung darf nur bei einer Frequenz auftreten.
- Die Störung muss stabil sein.